# Sigonce
Sigonce település Franciaországban, Alpes-de-Haute-Provence megyében. Lakosainak száma 421 fő (2022. január 1.). Sigonce Fontienne, Forcalquier, Ganagobie, Lurs, Montlaux, Peyruis, Pierrerue és Revest-Saint-Martin községekkel határos.

## Népesség
A település népessége az elmúlt években az alábbi módon változott:
| Lakosok száma | 173  | 208  | 279  | 393  | 412  | 429  | 428  | 425  | 426  | 421  |
|               | 1968 | 1982 | 1990 | 2006 | 2013 | 2015 | 2017 | 2019 | 2020 | 2022 |